# Dicaeum vincens
Dicaeum vincens е вид птица от семейство Dicaeidae. Видът е почти застрашен от изчезване.

## Разпространение
Видът е разпространен в Шри Ланка.